# Михайлов, Виктор Григорьевич
Виктор Григорьевич Михайлов (1 апреля 1936, Кувандык, Оренбургская область, РСФСР, СССР — 30 ноября 2023) — советский и российский государственный и политический деятель, глава администрации Магаданской области (1991—1996).

## Биография
Родился 1 апреля 1936 года в городе Кувандык Оренбургской области.
Закончил строительный факультет Орского индустриального техникума в 1956 году, Всесоюзный заочный политехнический институт в 1973 году и Академию народного хозяйства Совета Министров СССР.
В 1956 работал в строительном управлении п. Иультин. В 1957—1959 годах служил в Советской Армии.
В 1959—1963 годах — на различных должностях в СМУ-1 треста «Магаданстрой».
В 1963—1985 годах — старший инженер, прораб, начальник СМУ-7, главный инженер, начальник производственного управления сельского строительства «Магадансельстрой».
В 1985—1990 годах — на руководящих должностях в плановой комиссии и исполкоме Магаданской области.

## Политическая деятельность
17 апреля 1990 года избран председателем Магаданского облисполкома. Во время августовского путча не поддержал ГКЧП.
24 октября 1991 назначен главой администрации Магаданской области.
В 1992 критиковал политику правительства Егора Гайдара. Заявлял, что тот не понимает проблем простого народа.
В январе-ноябре 1996 года- член Совета Федерации, член Комитета по бюджету, налоговой политике, финансовому, валютному и таможенному регулированию.
3 ноября 1996 проиграл на выборах Валентину Цветкову, набрав 41 % голосов (у Цветкова — 45 %).

## После работы главой администрации
В март-ноябре 1997 года — заместитель председателя правления, в декабре 1997 — июле 1998 года — председатель правления Агропромбанка. С июля 1998 — член Совета директоров Агропромбанка.
Скончался 30 ноября 2023 года.

## Награды
- Орден Дружбы (29 марта 1996) — за заслуги перед государством и многолетнюю добросовестную работу[1].
- Орден Трудового Красного Знамени.
- Орден «Знак Почёта».
- Благодарность Президента Российской Федерации (12 августа 1996) — за активное участие в организации и проведении выборной кампании Президента Российской Федерации в 1996 году[2].
- Почётная грамота Правительства Российской Федерации (6 марта 1996) — за большой личный вклад в реализацию экономических реформ в Магаданской области и многолетний добросовестный труд в районах Крайнего Севера
- Почётный гражданин Магаданской области.
- Орден святого благоверного князя Даниила Московского III степени (Русская православная церковь).